# Comuna Bogda, Timiș
Bogda este o comună în județul Timiș, Banat, România, formată din satele Altringen, Bogda (reședința), Buzad, Charlottenburg, Comeat și Sintar. Este așezată în nordul județului Timiș, la sud-vest de orașul Lipova.

## Istorie
Primele menționări ale satelor sunt din secolul 15: Buzad (1415), Also Baagd și Felso Baagd (1436; satul Bogda de mai târziu), Rékás (1436; mai târziu Altringen), Zebthi (1455; mai târziu Sintar). Populația era formată din slavi și români. Satele s-au depopulat în timpul ocupației otomane, și au fost recolonizate în 1771 cu populație germană. În secolul 20, populația s-a redus, o cauză fiind și exodul germanilor. În anii 1980 comuniștii au planificat dărâmarea satelor pentru a construi ferme, dar asta nu s-a realizat. Majoritatea caselor părăsite au fost cumpărate de timișoreni, fiind transformate în case de vacanță sau pensiuni.

## Politică
Comuna Bogda este administrată de un primar și un consiliu local compus din 9 consilieri. Primarul, Iasmin-Ciprian Iovănuț[*], de la Coaliția Națională pentru România, este în funcție din octombrie 2020. Începând cu alegerile locale din 2024, consiliul local are următoarea componență pe partide politice:
|  | Partid                            | Consilieri | Componența Consiliului | Componența Consiliului | Componența Consiliului | Componența Consiliului | Componența Consiliului | Componența Consiliului |
|  | --------------------------------- | ---------- | ---------------------- | ---------------------- | ---------------------- | ---------------------- | ---------------------- | ---------------------- |
|  | Coaliția Națională pentru România | 6          |                        |                        |                        |                        |                        |                        |
|  | Alianța pentru Unirea Românilor   | 2          |                        |                        |                        |                        |                        |                        |
|  | Alianța Dreapta Unită             | 1          |                        |                        |                        |                        |                        |                        |

## Obiective turistice
- Charlottenburg, singurul sat rotund (Rundling) din Banat și din România (TM-II-s-A-06198)
- Tabăra de copii Bogda (fostele băi)
- Lăcașe de cult: Bogda (1846), Charlottenburg (1893), Comeat (1924), Buzad (o primă biserică amintită la 1877; 1962)
- Monumentul eroilor din Primul și Al Doilea Război Mondial din Bogda

## Demografie
Componența etnică a comunei Bogda
     Români (97,95%)
     Germani (1,05%)
     Necunoscută (2%)
Componența confesională a comunei Bogda
     Ortodocși (97,95%)
     Romano-catolici (1,05%)
     Necunoscută (2%)
Conform recensământului efectuat în 2011, populația comunei Bogda se ridică la 460 de locuitori, în scădere față de recensământul anterior din 2002, când se înregistraseră 470 de locuitori. Majoritatea locuitorilor sunt români (97,95%), cu o minoritate de germani (1,5%). Pentru 2,00% din populație, apartenența etnică nu este cunoscută.
Din punct de vedere confesional, majoritatea locuitorilor sunt ortodocși (97,95%), cu o minoritate de romano-catolici (1,5%). 

## Personalități născute aici
- Iovi Dionisie (1939 - 2015), interpret de muzică populară.